# Malthinus quadratipennis
Malthinus quadratipennis is een keversoort uit de familie soldaatjes (Cantharidae). De wetenschappelijke naam van de soort werd in 2000 gepubliceerd door Kim & Kang.